# ジョイス (歌手)
ジョイス（Joyce、ジョイス・モレーノとも、ポルトガル語: Joyce Silveira Moreno、1948年1月31日 - ）は、ブラジルの女性シンガーソングライター。

## 経歴

### デビュー - 活動停止
1948年にリオデジャネイロ州で生まれる。1964年、15歳の時に「コンジュント・サンバカーナ」という音楽グループに参加し、歌手としての初レコーディングを行った。
1967年、ソング・フィスティバルに自作の曲「ミ・ヂゼーラン (ポルトガル語: Me Disseram)」を携えて出場。しかし、曲の歌詞が当時のブラジル社会には受け入れられなかった（ちなみに、この年の同じフェスティバルに出場し喝采を浴びたのがミルトン・ナシメント）。
1968年（20歳）、ファースト・アルバムを発表。この頃のジョイスは、大学でジャーナリズムを専攻する傍ら、リオにある新聞社ジョルナル・ド・ブラジルにおいて新聞記者もしていた。
1960年代には、ボサノヴァの流れを汲んだ楽曲を発表しており、世間では「スカートをはいたシコ・ブアルキ」と評されることがあった。
1969年、アルバム「Encontro Marcado」を発表。ミナスジェライス州のベロオリゾンテで開かれたソング・フェスティバルに、トニーニョ・オルタと共作した楽曲「ヤラ・ベーラ」でエントリー、5位入賞。
大学卒業後の1970年には、タンバ・トリオのメンバーであったルイス・エサ率いるグループ「サグラダ・ファミリア」に参加、メキシコに2ヶ月滞在。ジョアン・ジルベルトと初めて会ったのもこのメキシコ滞在中だった。
同年、ネルソン・アンジェロ、トニーニョ・オルタ、ノヴェリ、ナナ・ヴァスコンセロス、エルシオ・ミリートらとともに音楽ユニット「ア・トリーボ (ポルトガル語: A Tribo)」を結成。ブラジル・オデオン社と契約。「Joyce」名義で数枚のシングル盤を発表した。
1972年、ア・トリーボにギタリストとして参加していたネルソン・アンジェロと結婚する。
ネルソンとの結婚で、アナ・マルチンス、クララ・モレーノという2人の子供が生まれ、出産と子育てのために一時活動を休止。ジョイス本人いわく、「家でサムライに仕えるゲイシャのような生活」を送っていたという。

### 活動再開以降
1975年、詩人のヴィニシウス・ヂ・モライスに誘われ、1976年まで南米～ヨーロッパ・ツアーに参加。この経験が、音楽活動を再開するきっかけとなった。
1976年、ツアーの途中で立ち寄ったイタリアで、アルバム「パッサリーニョ・ウルバーノ」製作。この頃から、活動は再びトップ・ギアに入る。同じ頃、離婚を経験する。
1977年、クラウス・オガーマンのプロデュースのもと、マイケル・ブレッカーらとニューヨークでレコーディングを行う（音源は未発表）。このころ、ニューヨークに長期滞在していたバイーア州出身のドラマートゥッチ・モレーノと出会う（のちに結婚）。
1979年、ジョイスが作曲した「或る女（Essa Mulher）」がエリス・レジーナに取り上げられ、コンポーザーとしても注目を浴びる。同年、トゥッチ・モレーノとの間に子供が生まれた。
1980年には、11年ぶりの純リーダー作で、ジョイス本人が「初めて完璧なレコーディングを行えた」と評したアルバム「フェミニーナ」を発表。収録曲「クラレアーナ(Clareana)」がブラジル国内でヒットした。
翌年にはアルバム「水と光 (Água E Luz)」をオデオン・レコードから発表する。
1983年、自主レーベル「Feminina Edições Musicais Ltda.」からアルバム「Tardes Cariocas」を発表。
1985年、第16回世界歌謡祭に参加するため「夢のバイーア(ポルトガル語: Fã Da Bahia)」を携えて初来日。
同年、インディーズ・レーベルの「Pointer」から「Saudade Do Futuro」を発表。翌年、エピック/ソニーから日本盤も発売された。
1990年代に入るとアメリカのフュージョン・レーベル、ヴァーヴ・フォアキャストから『ミュージック・インサイド』や『ランゲージ・アンド・ラヴ』などのジャズ・フュージョン・タイプのアルバムを出す一方で、欧米のクラブにも出演し絶賛を集めた。中でも、ブラジル音楽ブームが燃えさかるロンドンでは牽引車的存在に。さらに、5ヵ国語に堪能な異才で、ヨーロッパ諸国にも鮮やかな足跡を刻み、1994年に音楽生活25周年を迎えた。その記念作品『友と再び』には、ガル・コスタ、ジルベルト・ジル、ワンダ・サーらの郷友が参加。これで波に乗ると、アントニオ・カルロス・ジョビンに捧げた『イーリャ・ブラジル』を1996年に発表。
1998年の『宇宙飛行士』では、ドリ・カイミのほかジョー・ロヴァーノやマルグリュー・ミラーら実力派ジャズ・ミュージシャンをバックにエリス・レジーナゆかりの佳曲を取り上げ、第二世代ならではのオーセンティックを開拓してきた。また、1991年にブルーノート東京に初出演して以来、自身の音楽を打ち出す一方で母国の誇るスターを紹介するナビゲーターとしても尽力。そこで2003年になると郷友たちとコラボレートした『ボッサ・デュエッツ』をリリース。また、長女クララと次女アナの押し出しにも熱を上げてきた。
2005年は、ドリ・カイミと初めて本格的に向き合ったフル・アルバム『リオ-バイーア』もリリースした。
2011年、ギター弾き語りによるソロアルバム「Rio」を発表。

## 人物
1980年代初頭にオデオン・レコードに録音を残してから、大手レーベルから受ける束縛を嫌ってインディーズ・レーベルから作品を発表することが多い。最近ではイギリスのファーアウト・レコーディングス、日本（オーマガトキなど）に様々なリーダー作を発表している。
「ボサノヴァ第二世代」と呼ばれ、過去には祖国（ブラジル）の大先輩ホベルト・メネスカルと公演し、新旧に変わりないブラジル音楽の命脈を描き出してみせた。
さらに、1985年の初来日以来、この10年間は毎年夏に来日公演を行い、夏のブルー・ノート公演には毎年さまざまなゲスト歌手・演奏家を迎え、パフォーマンスを提供している。自著に「フォトグラフェイ・ヴォセ・ナ・ミーニャ・ローリーフレックス（1997年）」がある。
娘のクララ・モレーノとアナ・マルチンスも歌手として活動している。

## ディスコグラフィ
- 1968 - Joyce (Philips)
- 1969 - Encontro Marcado (Philips)
- 1971 - Posições (Odeon)
- 1972 - Nelson Ângelo e Joyce (Odeon)
- 1976 - Passarinho urbano (Fonit-Cetra, Italy; also 1977,Continental, Brazil).
- 1980 - Feminina (Odeon)
- 1981 - Água e luz (Odeon)
- 1983 - Tardes cariocas (1984, Feminina Produções LP; CD PolyGram, Brazil; reissued by Far Out, 1997, UK).
- 1985 - Saudade do futuro (Pointer)
- 1986 - Wilson Batista, o samba foi sua glória (Funarte/Continental)
- 1987 - Tom Jobim - os anos 60 (SBK/EMI-Odeon)
- 1988 - Negro demais no coração (SBK/EMI-Odeon)
- 1989 - Joyce ao vivo (EMI-Odeon)
- 1990 - Music inside (Verve/PolyGram, US, UK)
- 1991 - Language and Love (aka Línguas e amores) (US, UK,Brazil).
- 1994 - Revendo amigos (EMI-Odeon)
- 1994 - Delírios de Orfeu (NEC Avenue, Japan)
- 1995 - Live at the Mojo Club (Verve/Polygram, Germany).
- 1996 - Sem você (Omagatoki, Japan) - with Toninho Horta
- 1996 - Ilha Brasil (EMI-Odeon, Brazil; Omagatoki, Japan; World Pacific-Blue Note, USA).
- 1998 - Astronauta (Cancões de Elis) (Blue Jackel, US; Pau Brasil, Brazil; Omagatoki, Japan).
- 1999 - Hard Bossa (Far Out, UK).
- 2000 - Tudo Bonito (Epic/Sony Music)
- 2001 - Gafieira Moderna (Far Out, UK; Biscoito Fino, Brazil).
- 2003 - Bossa Duets (Sony)
- 2004 - Just A Little Bit Crazy (Far Out, UK; Blue Jackel, US; Biscoito Fino, Brazil) - with Banda Maluca.
- 2005 - DVD - Banda Maluca Ao Vivo (Biscoito Fino)
- 2005 - Rio Bahia (Far Out) - with Dori Caymmi
- 2007 - Samba-Jazz & Outras Bossas - with Tutty Moreno
- 2008 - Joyce Ao Vivo (CD/DVD)
- 2009 - Visions of Dawn (Far Out) - 1976年、パリにて録音
- 2009 - Celebrating Jobim (Japan) - with WDR Big Band
- 2009 - Slow Music (Biscoito Fino)
- 2010 - Aquarius (Far Out) - with João Donato - 日本では2009年発売
- 2012 - Rio (Far Out)
- 2013 - Tudo (Far Out)